# Никола Михов
Нико́ла Ми́хов (болг. Никола Михов; нар. 11 грудня 1891, Тирново — пом. 1 лютого 1945, Софія) — генерал-лейтенант, військовий міністр Болгарії (1942-1943), регент (1943-1944).

## Біографія
Закінчив Військове училище в Софії (1911), спеціалізувався в області артилерії. Учасник Балканських воєн 1912—1913, під час яких командував 2-ю батареєю 5-го артилерійського полку, що брала участь в облозі Одрина. З квітня 1915 — помічник інспектора з артилерійської справи в Військовому училищі. Під час Першої світової війни був командиром батареї в 15-му артилерійському полку, брав участь у штурмі і взятті фортеці Тутракан. З 1917 командував 1-м кінно-артилерійським відділенням.
У 1922-1929 обіймав посади інструктора з артилерії в Військовому училищі, офіцера в 4-му артилерійському полку, ад'ютанта в артилерійському відділі Військового міністерства, командира групи в Софійському укріпленому пункті. У 1929-1932 — начальник секції в Артилерійській інспекції. У 1932-1933 — начальник відділу Інженерної інспекції. У 1933-1935 — командир 7-го артилерійського дивізіону. У 1935 — начальник навчально-стройового відділу в Артилерійській інспекції. У 1935-1936 — редактор видання «Артилерийски преглед». У 1936 — помічник командира 3-ї дивізії. З 1936 — командир 3-ї дивізії. З 17 лютого 1937 по 19 квітня 1941 — начальник Військового училища.
У квітні — серпні 1941 — командувач 5-ю армією, що брала участь в занятті і окупації Македонії. У 1941-1942 — командувач 1-ю армією зі штабом в Софії. З 11 квітня 1942 по 14 вересня 1943 — військовий міністр в другому уряді Богдана Филова, прихильником політичного курсу якого він був.
9 вересня 1943 став одним з трьох членів регентської ради, яка керувала Болгарією після смерті царя Бориса III при малолітньому царю Симеоні II.
Відразу після окупації Болгарії сталінськими військами генерал Міхов був заарештований. Відправлений на допити разом із іншими регентами і міністрами Болгарії до Москви, а в грудні 1944 його повернули на розправу так званого «народного суду». Страчений 1 лютого 1945.
Про сім'ю Николи Михова практично нічого не відомо.

## Звання
- З 22 вересня 1911 — підпоручик;
- З 1 листопада 1913 — поручик;
- З 30 травня 1917 — капітан;
- З 15 березня 1923 — майор;
- З 1 квітня 1927 — підполковник;
- З 6 травня 1933 — полковник;
- З 3 жовтня 1938 — генерал-майор;
- З 1 січня 1942 — генерал-лейтенант.

## Нагороди
- Орден «За хоробрість» 4-го ступеня, 1-го і 2-го класу.
- Орден «Святий Олександр» 3-го ступеня і 4-го ступеня.
- Орден «За військові заслуги» 2-го ступеня.
- Залізний хрест 2-го класу (Німеччина).